# Чемпіонат Європи з боротьби 2000
2000 року чемпіонат Європи з греко-римської боротьби проходив у квітні в Москві (Росія), а чемпіонати Європи з вільної боротьби серед чоловіків і жінок — у Будапешті (Угорщина).

## Медалісти

### Греко-римська боротьба (чоловіки)
| Вага      | Золото              | Срібло             | Бронза              |
| до 54 кг  | Маріан Санду        | Борис Амбарцумов   | Альфред Тер-Мкртчян |
| до 58 кг  | Іштван Майорош      | Армен Назарян      | Ріфат Їлдиз         |
| до 63 кг  | Вартерес Самургашев | Беат Моцер         | Віталій Жук         |
| до 69 кг  | Олексій Глушков     | Чаба Хірбік        | Мовсес Карапетян    |
| до 76 кг  | В'ячеслав Макаренко | Давид Манукян      | Мурат Карданов      |
| до 85 кг  | Мартін Лідберг      | Андрій Батура      | Олександр Меньщиков |
| до 97 кг  | Сергій Лиштван      | Георгій Когуашвілі | Мехмет Озал         |
| до 130 кг | Олександр Карелін   | Сергій Мурейко     | Міхай Деак-Бардош   |

### Вільна боротьба (чоловіки)
| Вага      | Золото              | Срібло          | Бронза           |
| до 54 кг  | Олександр Захарук   | Леонід Чучунов  | Іван Джорев      |
| до 58 кг  | Мурад Рамазанов     | Аріф Кама       | Євген Буслович   |
| до 63 кг  | Мурад Умаханов      | Сергій Смаль    | Серафим Барзаков |
| до 69 кг  | Емзаріос Бентінідіс | Сергій Демченко | Ніколай Пасларь  |
| до 76 кг  | Бувайсар Сайтієв    | Адем Берекет    | Гурам Мчедлідзе  |
| до 85 кг  | Адам Сайтієв        | Бейбулат Мусаєв | Габор Капуварі   |
| до 97 кг  | Сагід Муртазалієв   | Арават Сабєєв   | Вадим Тасоєв     |
| до 130 кг | Марек Гармулевич    | Давид Мусульбес | Свен Тіле        |

### Вільна боротьба (жінки)
| Вага     | Золото             | Срібло              | Бронза          |
| до 46 кг | Інга Карамчакова   | Фара Туші           | Камелія Цекова  |
| до 51 кг | Ольга Смирнова     | Іда Геллстрем       | Інеса Ребар     |
| до 56 кг | Сара Ерікссон      | Наталія Івашко      | Анна Гоміс      |
| до 62 кг | Нікола Гартманн    | Гудрун Аннетте Хейє | Наталія Іванова |
| до 68 кг | Ліз Гольо-Легран   | Аніта Шетцле        | Анна Шамова     |
| до 75 кг | Тетяна Комарницька | Едіта Вітковська    | Заріфе Їлдірім  |

## Розподіл нагород
| Місце  | Країна    | Золото | Срібло | Бронза | Загалом |
| ------ | --------- | ------ | ------ | ------ | ------- |
| 1      | Росія     | 10     | 5      | 4      | 19      |
| 2      | Білорусь  | 2      | 4      | 1      | 7       |
| 3      | Україна   | 2      | 1      | 3      | 6       |
| 4      | Швеція    | 2      | 1      | 0      | 3       |
| 5      | Угорщина  | 1      | 1      | 2      | 4       |
| 6      | Франція   | 1      | 1      | 1      | 3       |
| 7      | Польща    | 1      | 1      | 0      | 2       |
| 8      | Грузія    | 1      | 0      | 1      | 2       |
| 9      | Австрія   | 1      | 0      | 0      | 1       |
| 9      | Румунія   | 1      | 0      | 0      | 1       |
| 11     | Болгарія  | 0      | 2      | 4      | 6       |
| 12     | Німеччина | 0      | 2      | 3      | 5       |
| 13     | Туреччина | 0      | 2      | 2      | 4       |
| 14     | Норвегія  | 0      | 1      | 0      | 1       |
| 14     | Швейцарія | 0      | 1      | 0      | 1       |
| 16     | Вірменія  | 0      | 0      | 1      | 1       |
| Всього | Всього    | 22     | 22     | 22     | 66      |